# Barros Blancos
Barros Blancos é uma cidade do departamento de Canelones, no Uruguai, dentro da Área Metropolitana de Montevideo. Em 1976, a cidade trocou seu nome para Juan Antonio Artigas, mas em 2007, o nome original voltou. 